# Cuphea trochilus
Cuphea trochilus är en fackelblomsväxtart som beskrevs av S. A. Graham. Cuphea trochilus ingår i släktet blossblommor, och familjen fackelblomsväxter. Inga underarter finns listade i Catalogue of Life.